# Jaderná elektrárna Farley
Jaderná elektrárna Farley (anglicky Joseph M. Farley Nuclear Plant) je provozní jadernou elektrárnou ve Spojených státech. Leží poblíž města Dothan ve státě Alabama. Elektrárnu vlastní společnost Alabama Power a provozuje ji společnost Southern Nuclear. Ke chlazení elektrárna využívá uzavřený terciární okruh, který je doplňován z řeky Chattahoochee. Elektrárna se rozkládá na pozemku o rozloze 750 hektarů. Reaktory dodala a vybudovala americká firma Westinghouse. Zařízení bylo pojmenováno po zesnulém Josephu McConnellu Farleym, americkém právníkovi, který se posléze stal ředitelem Alabama Power.

## Historie a technické informace

### Reaktory
Výstavba obou reaktorů elektrárny započala 1. října 1970. Jedná se o dva třísmyčkové tlakovodní reaktory typu M312. Hrubý výkon prvního bloku je 918 MW a jeho čistý výkon po odečtení vlastních potřeb je 874 MW. Hrubý výkon druhého bloku je 928 MW a čistý výkon činí 883 MW. Do sítě byly bloky připojeny ve dnech 18. srpna 1977 a 25. května 1981. Komerční provoz nastal ve dnech 1. prosince 1977 a 30. července 1981.
Bloky mají od NRC udělenou provozní licenci do 25. června 2037 a 31. března 2041.

### Okolní obyvatelstvo
NRC definuje dvě zóny havarijního plánování kolem jaderných elektráren. První o poloměru 16 kilometrů, která se týká především vystavení radioaktivní kontaminace vzduchu a poté druhou o poloměru 80 kilometrů, jež se zabývá kontaminací potravin a vody.
Podle studie NRC zveřejněné v srpnu 2010 byl odhad každoročního rizika zemětřesení dostatečně silného na to, aby způsobilo poškození aktivní zóny reaktoru 1 ku 35 714.

## Informace o reaktorech
| Reaktor  | Typ reaktoru      | Výkon  | Výkon  | Zahájení výstavby | Připojení k síti | Uvedení do provozu | Uzavření |
| Reaktor  | Typ reaktoru      | Čistý  | Hrubý  | Zahájení výstavby | Připojení k síti | Uvedení do provozu | Uzavření |
| -------- | ----------------- | ------ | ------ | ----------------- | ---------------- | ------------------ | -------- |
| Farley-1 | Westinghouse M312 | 874 MW | 918 MW | 1. 10. 1970       | 18. 8. 1977      | 1. 12. 1977        |          |
| Farley-2 | Westinghouse M312 | 883 MW | 928 MW | 1. 10. 1970       | 25. 5. 1981      | 30. 7. 1981        |          |